# Cervens

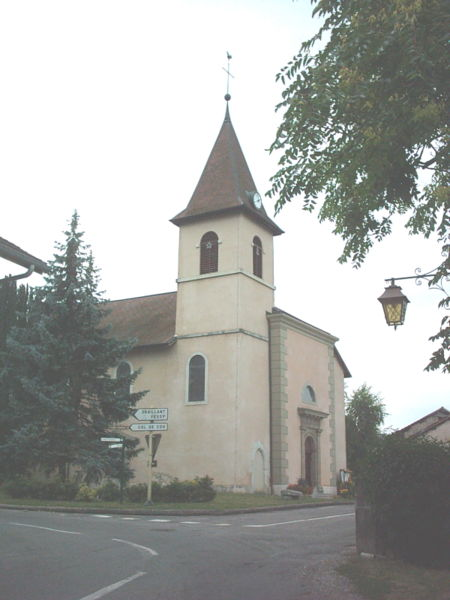
Kościół św. Stefana z 1845 roku (2006)

Cervens – miejscowość i gmina we Francji, w regionie Owernia-Rodan-Alpy, w departamencie Górna Sabaudia.
Według danych na rok 1990 gminę zamieszkiwały 593 osoby, a gęstość zaludnienia wynosiła 93 osoby/km² (wśród 2880 gmin regionu Rodan-Alpy Cervens plasuje się na 1068. miejscu pod względem liczby ludności, natomiast pod względem powierzchni na miejscu 1406.).